# ثانی‌آباد (مهریز)
ثانی‌آباد (مهریز)، روستایی از توابع بخش مرکزی شهرستان مهریز در استان یزد ایران است.ثانی آباد روستایی نسبتاً کم مساحت است و جمعیت آن حدود ۱۰۰ نفر است

## جمعیت
این روستا در دهستان میانکوه قرار دارد و براساس سرشماری مرکز آمار ایران در سال ۱۳۸۵، جمعیت آن ۶۰ نفر (۱۹خانوار) بوده‌است.
از جاذبه‌های این روستا آب انبار ثانی آباد و مکان مقدس زرتشتیان پیر نارکی را می‌توان نام برد.

## اب انبار ثانی آباد
این آب انبار در دوره قاجاریه ساخته شده و هم‌اکنون در فهرست آثار ملی ایران با شماره ۱۷۸۸۴ به ثبت رسیده است.

## زیارتگاه پیر نارکی
زیارتگاه پیر نارستانه یا پیر نارکی برای زرتشتیان مکانی مقدس است که همه ساله زرتشتیان سایر نقاط ایران از جمله پارسیان هند در آن جمع می‌شوند و مراسم آیینی مخصوص خود را اجرا می‌کنند. فاصله این مکان با روستای ثانی آباد یک کیلومتر است.